# Eupterote balwanti
Eupterote balwanti is een vlinder uit de familie van de Eupterotidae. De wetenschappelijke naam van de soort is voor het eerst geldig gepubliceerd in 1946 door Bhasin..